# تپه گورستان مارانگاز
تپه قبرستان مارانگاز مربوط به دوران پیش از تاریخ ایران باستان تا دوران‌های تاریخی پس از اسلام است و در شهرستان سنقر، بخش مرکزی، روستای مارانگاز واقع شده و این اثر در تاریخ ۱۱ مرداد ۱۳۸۴ با شمارهٔ ثبت ۱۲۴۵۶ به‌عنوان یکی از آثار ملی ایران به ثبت رسیده است.